# Mei Moses Fine Art Index
Der Mei Moses Fine Art Index ist ein Index, der auf langfristigen Daten über Kunstkäufe und -verkäufe aufbaut und die jährlichen Erträge misst. Entwickelt wurde er von Jiangping Mei und Michael Moses, beide Professoren an der Stern School of Business an der New York University. Die Indexkonstruktion beruht darauf, dass der Originalverkaufspreis eines bestimmten wertvollen Gemäldes (Meisterwerk) mit dem späteren Wiederverkaufspreis bei Christie’s oder Sotheby’s verglichen und aus der Differenz die jährliche Rendite ermittelt wird. Etwa 9000 solcher wiederkehrenden Verkäufe einzelner Gemälde wurden zu dem ursprünglichen Index zusammengefügt.
2016 erwarb das Auktionshaus Sotheby’s den Mei Moses Fine Art Index mit einer Datenbank, die mittlerweile 45.000 Objekte umfasst und Käufer und Verkäufer verbindet.
Laut Handelsblatt bietet er „als eine der führenden quantitativen Informationsquellen [...] eine der wenigen stabilen Vergleichsgrundlagen des ansonsten opaken Kunst-Marktes“. Für das führende Auktionshaus Sotheby’s ist er „The Preeminent Measure of the Art Market“.